# غندور المدينة

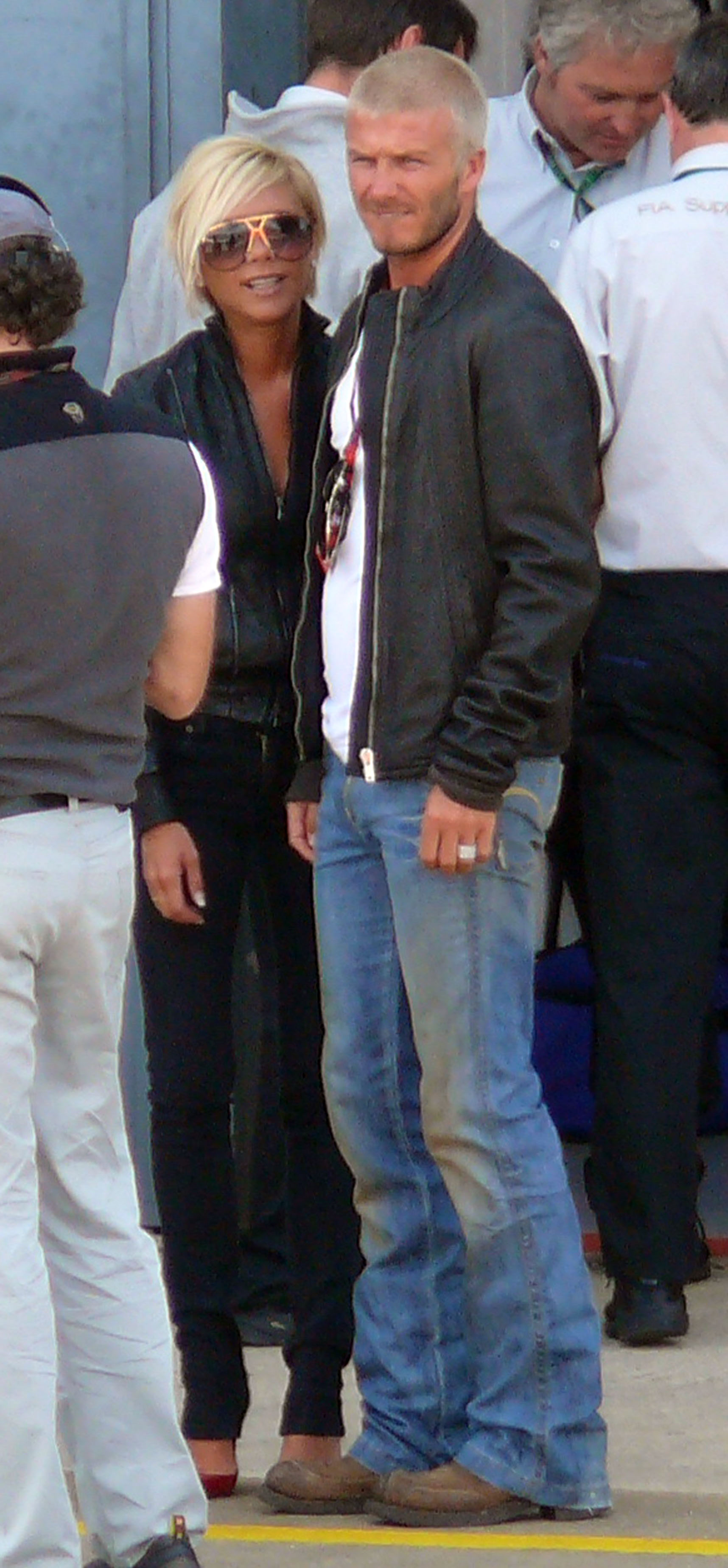
وُصِف ديفيد بيكام في 2002 بأنه أكثر رجل «متروسيكشيوال» بواسطة الشخص الذي اخترع هذا المصطلح. كما وصف بهذا المصطلح في مقالات كثيرة بعدها.

غُندور المدينة أو متأنق المدينة (بالإنجليزية: Metrosexual) هو مصطلح مستحدث في الإنكليزية نتج عن دمج كلمتيي metropolitan وheterosexual. صيغ هذا المصطلح في 15 نوفمبر عام 1994 في جريدة بريطانية بواسطة الكاتب مارك سمبسون في وصف الرجل الغيري (خاصة الذي يعيش في ثقافة حضرية ما بعد صناعية رأسمالية) الذي ينفق الكثير من المال والوقت في التسوق من أجل مظهره.

## التسمية
الغندور: هو شديد التأنق في الملبس والمظهر.

## أصل المصطلح الإنكليزي
عرفه سمبسون بأنه: «هو الشاب الأعزب الذي لديه دخل كبير، يقيم أو يعمل في المدينة (حيث أفضل المجمعات التجارية) وهو ربما أفضل مستهلك في السوق في هذا العقد. في الثمانينات كان الشاب المتروسيكشيوال في مجلات الأزياء مثل GQ أو في إعلانات التلفزيون لشركة Levi للجينز أو في حانات المثليين. في التسعينات هو في كل مكان وهو يتسوق».
لكن المصطلح لم يأخذ شهرة عالمية حتى بداية الالفينات حتى عاد سمبسون إلى الموضوع مجددا في 2002، فقد نشر موقع Salon.com مقالة لسمبسون بعنوان «نقدم لكم المتروسيكشيوال» والذي وصف فيه ديفيد بيكام بفتى الملصقات المتروسيكشيوال. تبنت وكالة Euro RCSG Worldwide الإعلانية المصطلح بعدها بفترة قصيرة في حملة تسويقية.